# Ad-Duwadijja
Ad-Duwadijja (arab. الدوادية) – wieś w Syrii, w muhafazie Idlib. W 2004 roku liczyła 396 mieszkańców.